# 洪積層
洪積層（こうせきそう、diluvium）は、中部ヨーロッパにおいて、台地を造って広く分布する砂礫層。氷期に広域を覆った氷河堆積物の旧称であり、かつては、大洪水（旧約聖書のノアの箱舟の物語）の堆積物と誤認されていたため、「洪積」と呼ばれていた。それほど古くない時期に堆積した地層を沖積層として対比するものであるが、前述の理由により現在では使われない用語である。現在では、更新世に形成された地層という意味で、更新統あるいは更新世堆積物と呼ばれることが多い。

## 日本の洪積層
日本においては、更新世に形成された地層全般を指し、沖積層と対比して用いられることが多い。沖積層に較べて地盤沈下、洪水、地震災害時の液状化などの被害に遭いにくいため、古くから重要建造物は洪積層が露出している土地に建てられていることが多い。また、水はけが良いため、宅地や畑作にも適している（いわゆる山の手）。